# Universitat Alexandru Ioan Cuza
La Universitat Alexandru Ioan Cuza de Iaşi (en romanès: Universitatea "Alexandru Ioan Cuza" din Iaşi) és una universitat pública situada a la localitat romanesa de Iaşi. La Universitat de Iaşi, com va ser batejada de bon principi, és la primera universitat moderna del país, fundada només un any després de l'establiment de Romania com a estat, el 1860. El seu origen es troba en el decret del príncep Alexandru Ioan Cuza pel qual es va convertir l'antiga Acadèmia Mihăileană en universitat.
L'any 2008, per tercer any consecutiu, la Universitat Alexandru Ioan Cuza se situà al primer lloc del rànking nacional d'universitats, basat en el criteri de Xangai.